# Zabołocie III
Zabołocie III – dawna wieś. Tereny na których leżała znajdują się obecnie na Białorusi, w obwodzie witebskim, w rejonie miorskim, w sielsowiecie Jazno.
Dawniej używane nazwy – Zabłocie.

## Historia
W czasach zaborów wieś skarbowa w gminie Jazno, w powiecie dzisieńskim, w guberni wileńskiej Imperium Rosyjskiego.
W latach 1921–1945 folwark leżał w Polsce, w województwie wileńskim, w powiecie dziśnieńskim, w gminie Jazno.
Według Powszechnego Spisu Ludności z 1921 roku zamieszkiwało tu 100 osób, 2 były wyznania rzymskokatolickiego a 98 prawosławnego. Jednocześnie 1 mieszkaniec zadeklarował polską przynależność narodową, 98 białoruską a 1 litewską. Było tu 16 budynków mieszkalnych. W 1931 w 17 domach zamieszkiwało 131 osób.
Wierni należeli do parafii rzymskokatolickiej i prawosławnej w Jaźnie. Miejscowość podlegała pod Sąd Grodzki w Dziśnie i Okręgowy w Wilnie; właściwy urząd pocztowy mieścił się w Jaźnie.